# Ludwig Mies van der Rohe
Ludwig Mies van der Rohe (Aquisgrán, Reino de Prusia, 27 de marzo de 1886 - Chicago, Illinois, 17 de agosto de 1969) fue un arquitecto y diseñador industrial germano-estadounidense. Junto a Walter Gropius, Frank Lloyd Wright y Le Corbusier es ampliamente reconocido como uno de los pioneros de la arquitectura moderna. 
Arquitecto innovador en Alemania durante la República de Weimar, fue el último director de la Bauhaus, una escuela de arte y arquitectura germana de la arquitectura moderna. Con el ascenso del nazismo al poder, que se oponía frontalmente a la modernidad que esta escuela representaba, se ordenó su cierre, y Mies emigró a Estados Unidos. Allí aceptó el puesto de director de la escuela de arquitectura del Instituto de Tecnología de Illinois en Chicago. 
Mies buscó establecer un nuevo estilo arquitectónico que pudiera representar a los tiempos modernos como ya hicieron el clasicismo y el gótico por sus respectivas épocas. Así, con la colaboración de Lilly Reich, creó una influyente arquitectura propia del siglo XX, expuesta con extrema claridad y sencillez. Sus proyectos de madurez usan materiales modernos como acero industrial y grandes láminas de vidrio para definir espacios interiores. Desarrolló una arquitectura con estructuras mínimas destinada a crear espacios abiertos que fluyen sin obstáculos. Se refería a sus obras como arquitectura de «piel y huesos». Dejó como legado unos nuevos cánones arquitectónicos que expresan el espíritu de la era moderna y a menudo se le asocia con la cita de dos aforismos: «menos es más» y «Dios está en los detalles».

## Primeros años

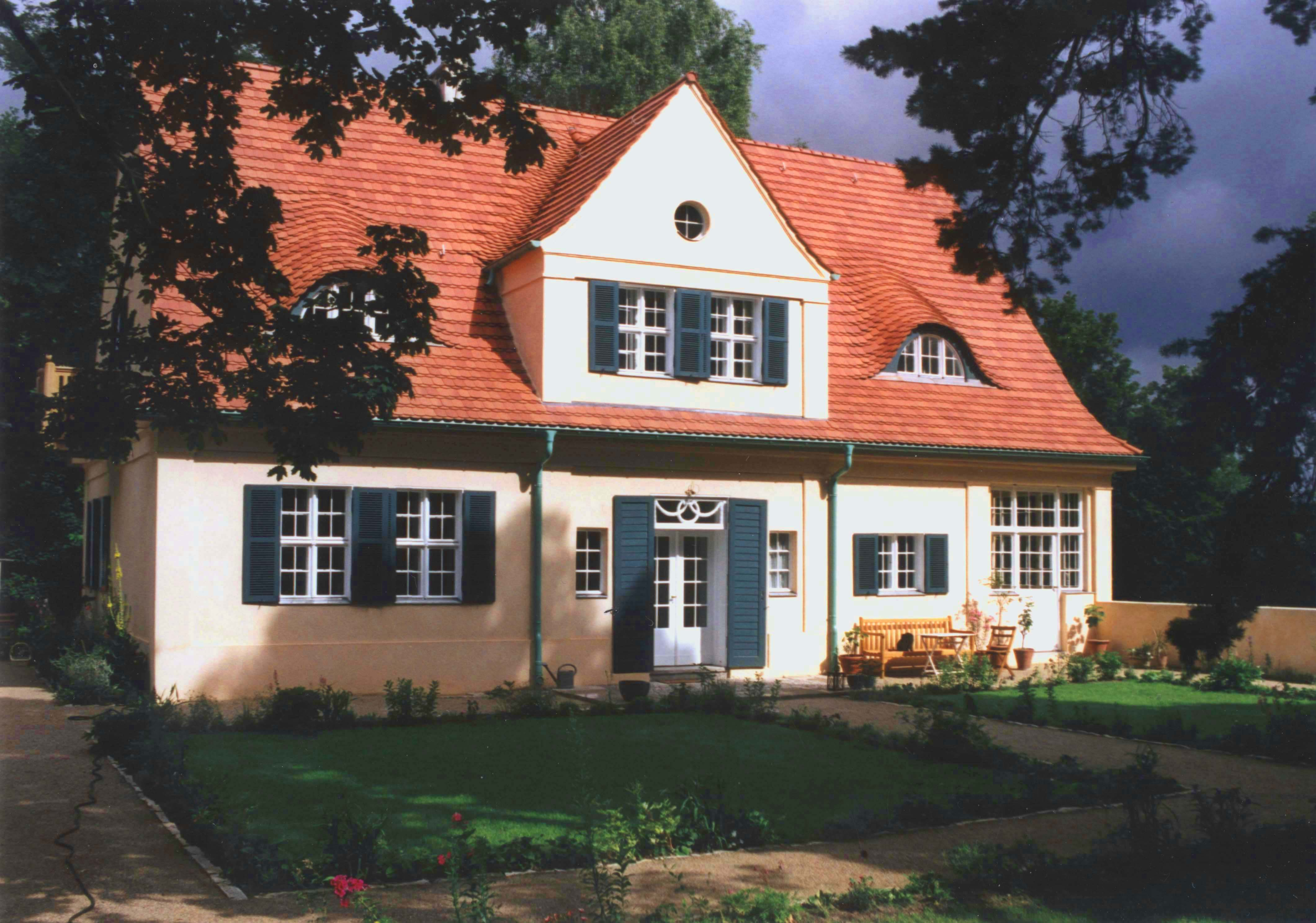
Ludwig Mies van der Rohe, Casa Riehl, 1907

Maria Ludwig Michael Mies, nació el 27 de marzo de 1886, hijo de Michael Mies y Amalie Rohe, cuarto hijo de una familia católica. En 1900 empezó a trabajar en el taller de piedra de su padre, en 1902 fue asignado capataz de una obra,  y un año más tarde comenzó a trabajar como dibujante de adornos en el taller de un estucador.
En 1905 se trasladó a Berlín para colaborar como diseñador de muebles en el taller de Bruno Paul.
En 1907 realizó su primera obra, la Casa Riehl. De 1908 a 1911 trabajó en el despacho de Peter Behrens, en el cual Mies desarrolló un estilo arquitectónico basado en técnicas estructurales avanzadas y en el clasicismo prusiano. También realizó diseños innovadores con acero y vidrio. En 1911 diseñó la Casa Perls.
En 1912 abrió con mucho esfuerzo su propio estudio en Berlín, en ese mismo año planificó una casa de campo para el matrimonio Kröller-Müller en La Haya. Durante los primeros años recibió muy pocos encargos, pero las primeras obras ya mostraban el camino que continuó durante el resto de su carrera, entre esas obras se encuentran la Casa en la Heerstrasse y la Casa Urbig. En 1913, con su esposa Ada Bruhn, se trasladó a Werder (a las afueras de Berlín). Allí nacieron sus hijas Marianne y Waltrani, y más tarde Dorotea. Hasta entonces las relaciones entre la familia y el trabajo habían sido buenas, pero la Primera Guerra Mundial de 1914-1918 provocó que Ludwig fuera destinado a Rumania durante este periodo y la familia quedó separada.

## De la tradición a la modernidad

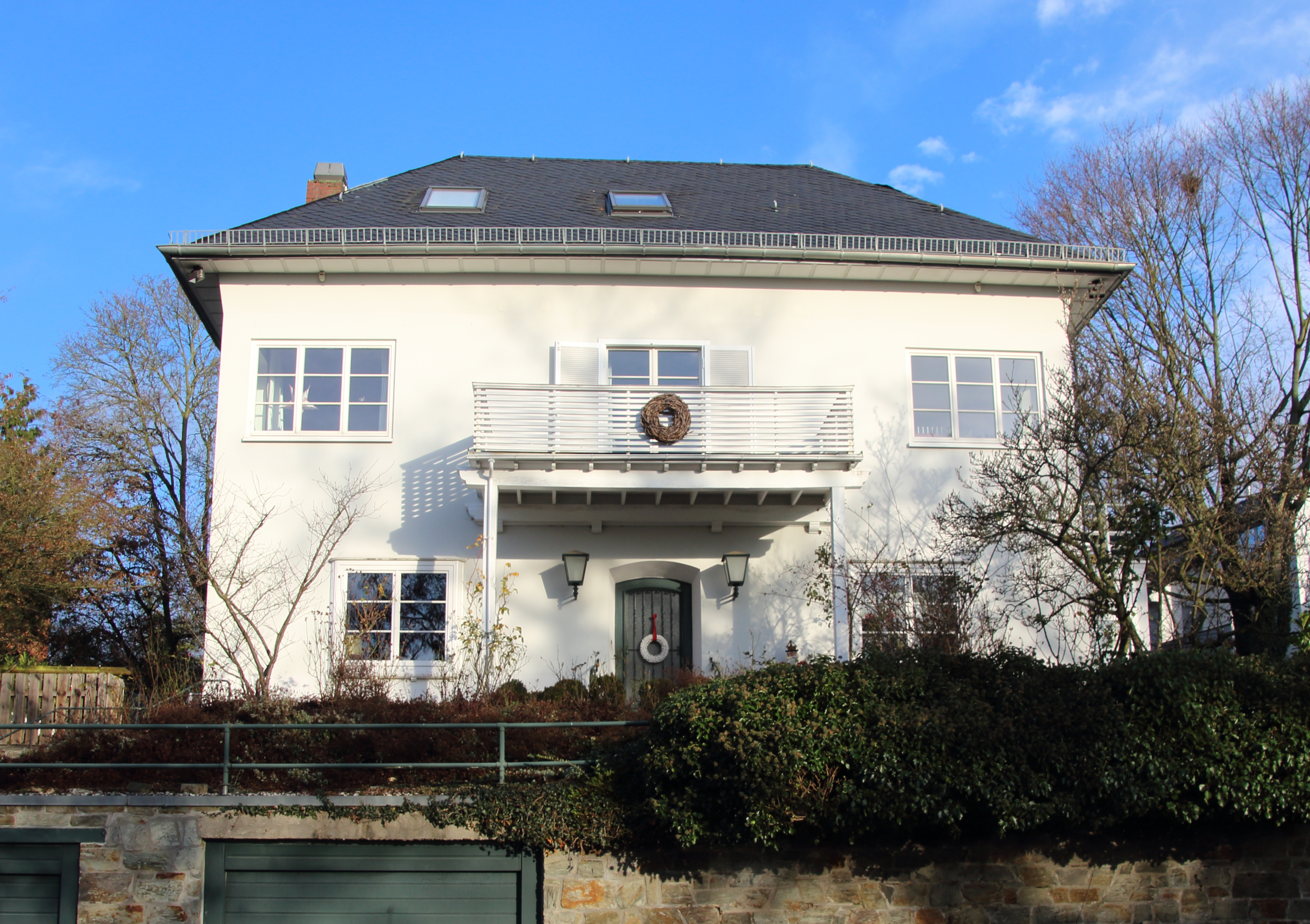
Ludwig Mies van der Rohe, Casa Ryder, 1923

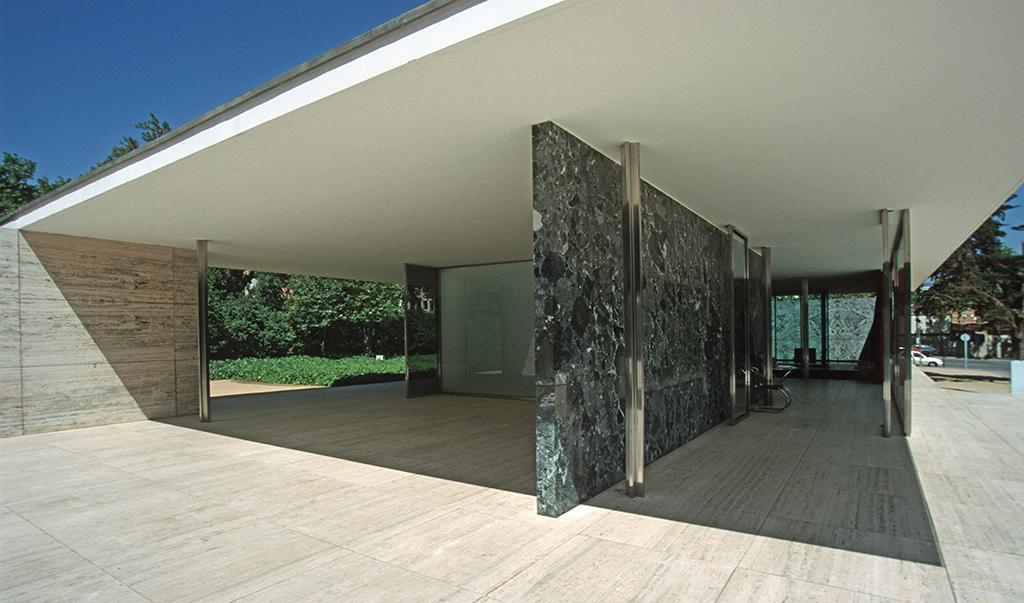
Ludwig Mies van der Rohe y Lilly Reich, Pabellón de Alemania en la Expo de Barcelona de 1929 reconstruido en 1986 (detalle).

En 1919 se hizo miembro del "Novembergruppe" y se puso por nombre Mies van der Rohe. Junto con van Doesburg, Lissitzky y Richter editó en 1923 la revista "G". A partir de su participación en G, quedó fuertemente influido por el neoplasticismo de van Doesburg. En esos años, trabajó en los planos de dos casas de campo, el Chalet de ladrillo y la Casa Mosler. En 1924 conoció a la especialista en exposiciones y directora de la Werkbund, Lilly Reich, con quien se asoció y trabajó hasta 1947.
En 1926 fue arquitecto jefe de la exposición del Werkbund alemán. Ese mismo año fue nombrado vicepresidente del Werkbund y junto a Reich llevó a cabo obras de cierta envergadura, como la Casa Wolf en Guben, toda de ladrillo. Fue director de la exposición La Vivienda de Weissenhof, en Stuttgart en 1927 mientras que Reich estuvo a cargo de seis de las salas de exhibición. De 1927 a 1930 construyeron una villa en Krefeld para el fabricante de sedas Hermann Lange, y en 1929 recibieron el encargo de dirigir la Sección Alemana y proyectar las exposiciones industriales y el Pabellón Alemán para la Exposición Internacional de Barcelona, para el que diseñaron también la famosa silla Barcelona, de acero cromado y cuero. En 1930 concluyeron la Villa Tugendhat en Brno (actual República Checa). Dirigió la Bauhaus de Dessau hasta que se cerró en 1933 debido a las presiones para modificar el régimen de estudio de la escuela.

## Emigración a Estados Unidos

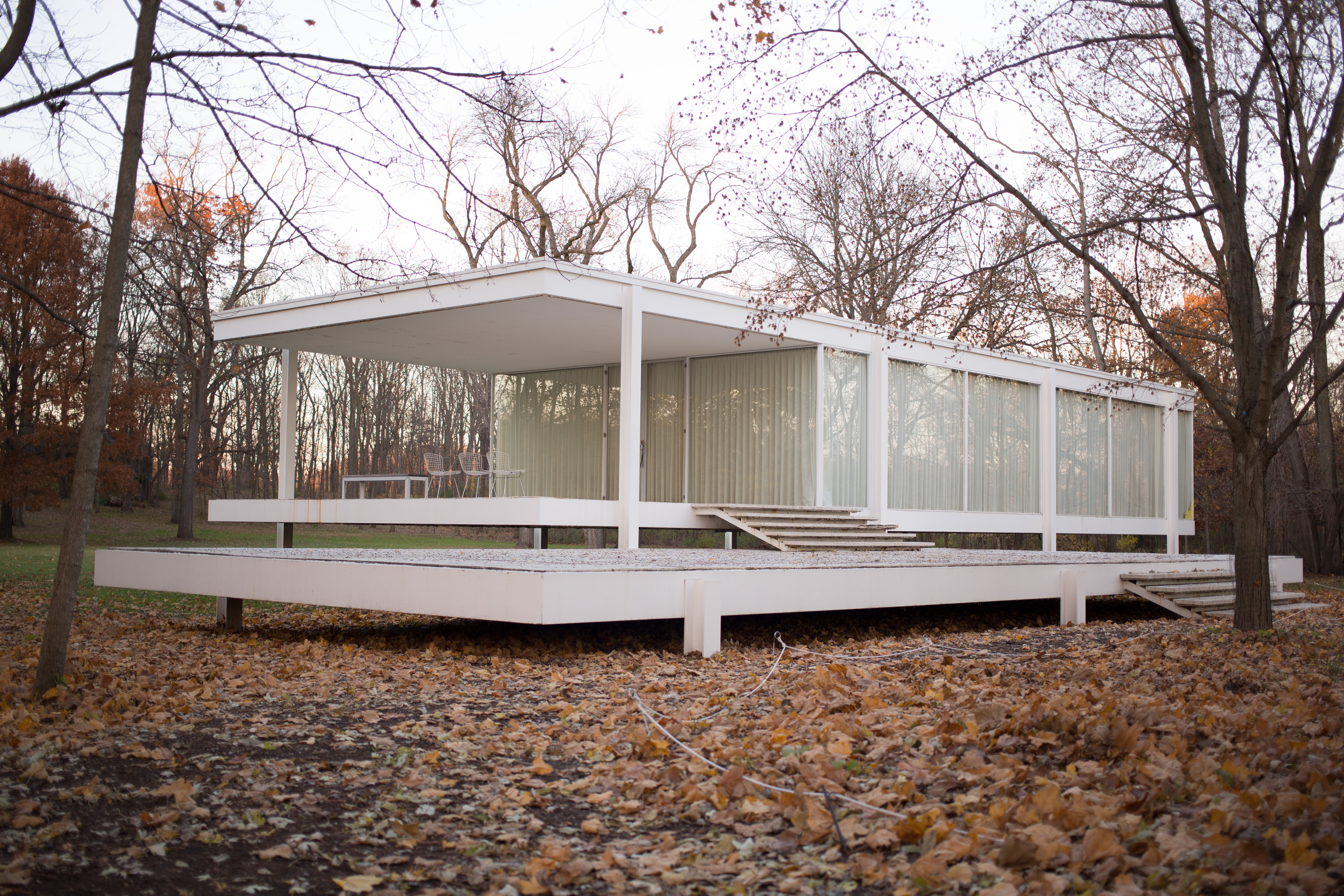
Casa Farnsworth en Plano, Illinois, Estados Unidos, 1946.

El auge del nazismo en Alemania le obligó a emigrar a Estados Unidos en 1937, donde fue nombrado director de la Escuela de Arquitectura del Instituto de Tecnología de Illinois de Chicago, que posteriormente remodeló para que ser dedicada a la enseñanza y a la investigación, y cuyas obras se concluyeron a lo largo de los años 50.
En 1938 se convierte en director del departamento de Arquitectura del Instituto Armour, el cual, años más tarde se unió al Instituto Lewis para formar el Instituto Tecnológico de Illinois. En 1940 conoció a Lora Marx, que lo acompañó hasta su muerte. En 1944 se hizo ciudadano de los Estados Unidos. De 1945 a 1950 construyó para la doctora Edith B. Farnsworth la casa del mismo nombre, la casa Farnsworth en Plano, Illinois.
Entre los años 1948 y 1951 hizo realidad su sueño de construir un rascacielos de vidrio con las dos torres del Lake Shore Drive Apartments de Chicago, y, más tarde, el Commonwealth Promenade Apartments, también en la misma ciudad (1953-1956).
Entre sus obras más emblemáticas de esta etapa destaca el Edificio Seagram (1958), un rascacielos de 37 pisos de vidrio y bronce construido en Nueva York junto con su discípulo Philip Johnson.
En 1958 se jubiló del Instituto de Tecnología de Illinois.
De 1962 a 1968 construyó en Berlín la Nueva Galería Nacional. Se trata de un edificio dedicado a exposiciones de obras de arte, formado por una gran sala cuadrada construida completamente en cristal y acero y situada sobre una extensa terraza de losas de granito.
El 17 de agosto de 1969 murió en Chicago y dejó como legado unos nuevos cánones para la arquitectura bajo sus tan divulgados lemas «Less is more» («Menos es más») y «God is in the details» («Dios está en los detalles»). Se le considera uno de los maestros más importantes de la arquitectura moderna.

## Lista de obras
Canadá
- Toronto-Dominion Centre - Complejo de torres de oficinas, Toronto
- Westmount Square - Complejo de torres de oficinas y viviendas, Westmount
- Nuns' Island - 3 torres de viviendas y la gasolinera Nun's Island (cerrada), Montreal (c.1969)

República Checa

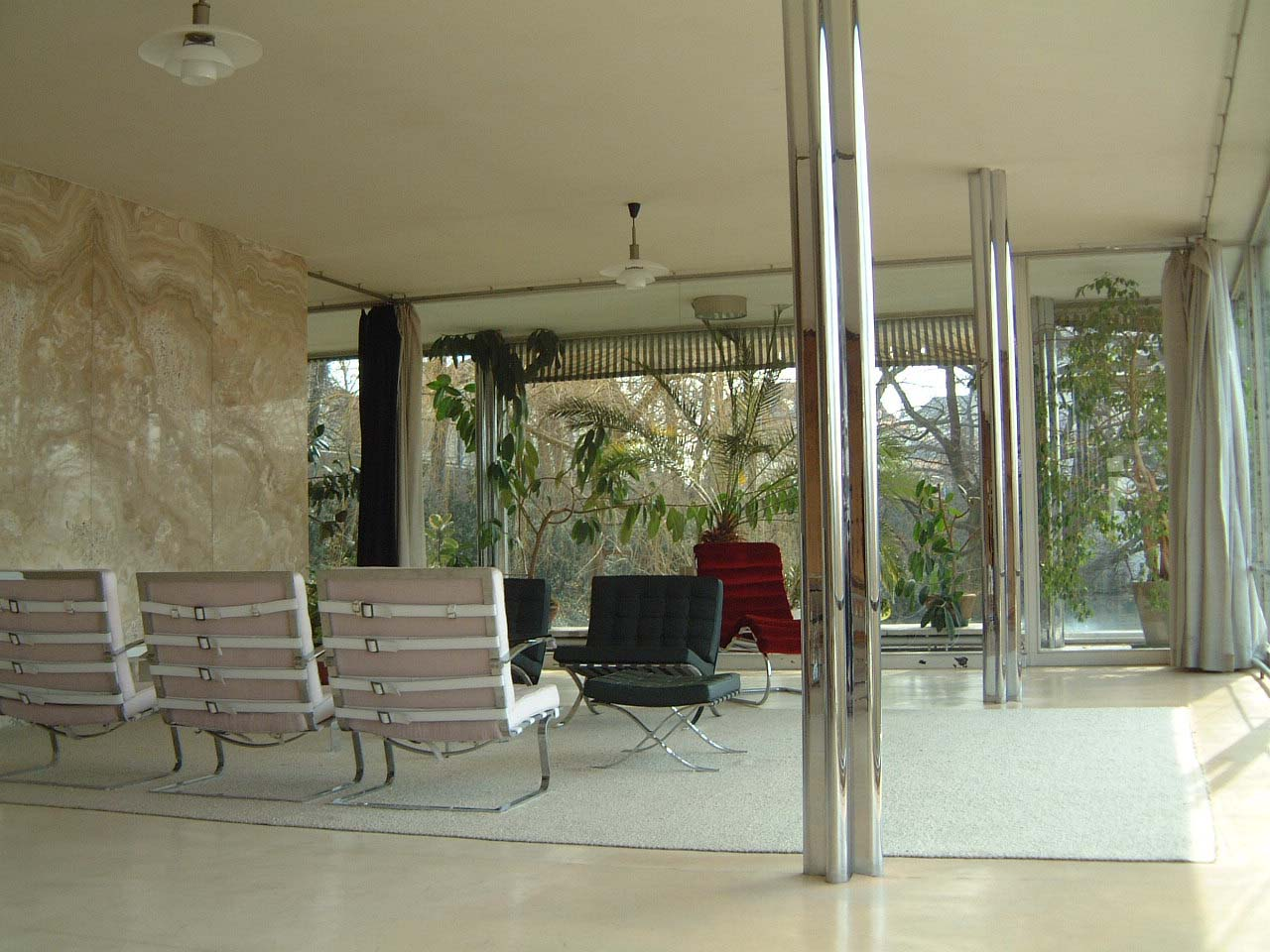
Ludwig Mies van der Rohe y Lilly Reich, Villa Tugendhat, Brno, República Checa, 1930

- Casa Tugendhat - Vivienda, Brno (1930), junto a Lilly Reich

Alemania
- Casa Riehl - Vivienda, Potsdam (1907)
- Casa Perls - Vivienda, Zehlendorf (1911)
- Casa Werner - Vivienda, Zehlendorf (1913)
- Casa Urbig - Vivienda, Potsdam (1917)
- Casa Kempner - Vivienda, Charlottenburg (1922)
- Casa Eichstaedt - Vivienda, Wannsee (1922)
- Casa Feldmann - Vivienda, Wilmersdorf (1922)
- El Rascacielos del Friedrichstraße (1922) - No construido
- Casa Ryder - Vivienda, Wiesbaden (1923)
- Casa Mosler - Vivienda, Babelsberg (1926)
- Liebknecht-Luxemburg-Monumento 'Revolutionsdenkmal'- Monumento Berlín (1926)[7]
- Weissenhofsiedlung - Concurso de viviendas coordinado por Mies y con contribución del mismo, Stuttgart (1927), junto a Lilly Reich
- Casa Lemke - Vivienda, Weissensee (1932), junto a Lilly Reich
- Casa Lange/Casa Dr. Ester - Vivienda y museo de arte, Krefeld, junto a Lilly Reich
- Neue Nationalgalerie - Museo de arte moderno, Berlín (1968)

España
- Pabellón alemán - Pabellón de la Exposición Internacional, Barcelona (1929), junto a Lilly Reich

Estados Unidos

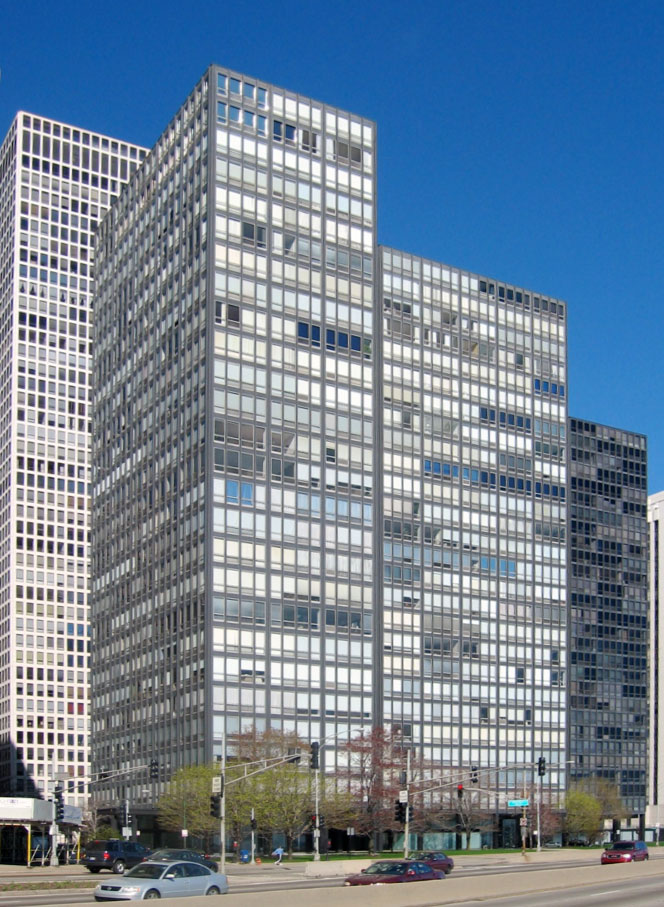
Ludwig Mies van der Rohe, Apartamentos Lake Shore Drive, Chicago, 1949

- Cullinan Hall - Museo de Arte, Houston
- Apartamentos The Promontory - Complejo residencial de apartamentos, Chicago
- Biblioteca Memorial Martin Luther King, Jr. - Biblioteca pública del distrito de Columbia, Washington D. C.
- Richard King Mellon Hall of Science - Universidad de Duquesne, Pittsburgh (1968)
- IBM Plaza - Torre de oficinas, Chicago
- Apartamentos Lake Shore Drive - Torres de apartamentos, Chicago (1949)
- Edificio Seagram - Torre de oficinas, Nueva York (1958)
- Alumni Memorial Hall - Instituto de Tecnología de Illinois (1945)
- Carr Memorial Chapel - Capilla del Instituto de Tecnología de Illinois (1949)
- Crown Hall - Colegio de Arquitectura del Instituto de Tecnología de Illinois (1956)
- Administración de la Escuela de Servicios Sociales de la Universidad de Chicago - Chicago (1965)
- Casa Farnsworth - Vivienda, Plano, Illinois (1946)
- Chicago Federal Center
  - Dirksen Federal Building - Torre de oficinas, Chicago
  - Kluczynski Federal Building - Torre de oficinas, Chicago
  - United States Post Office Loop Station - Oficina general de Correos, Chicago
- One Illinois Center - Torre de oficinas, Chicago
- One Charles Center - Torre de oficinas, Baltimore, Maryland
- Casa Condominio Highfield | 4000 North Charles - Condominio de apartamentos, Baltimore, Maryland
- Apartamentos Colonnade and Pavilion - Complejo residencial de apartamentos, Newark, Nueva Jersey (1959)
- Lafayette Park - Complejo residencial de apartamentos, Detroit, Míchigan (1963)
- Apartamentos Commonwealth Promenade - Complejo residencial de apartamentos, Chicago (1957)
- Edificio Caroline Weiss Law, Cullinan Hall (1958) y Brown Pavilion (1974), Museo de arte, Houston
- Edificio Richard King Mellon (1968) en la Universidad de Duquesne, Pittsburgh
- Edificio American Life - Louisville, Kentucky (1973; terminado tras la muerte de Mies por Bruno Conterato)

México
- Oficinas Bacardi (1961), Ciudad de México

## Galería de obras

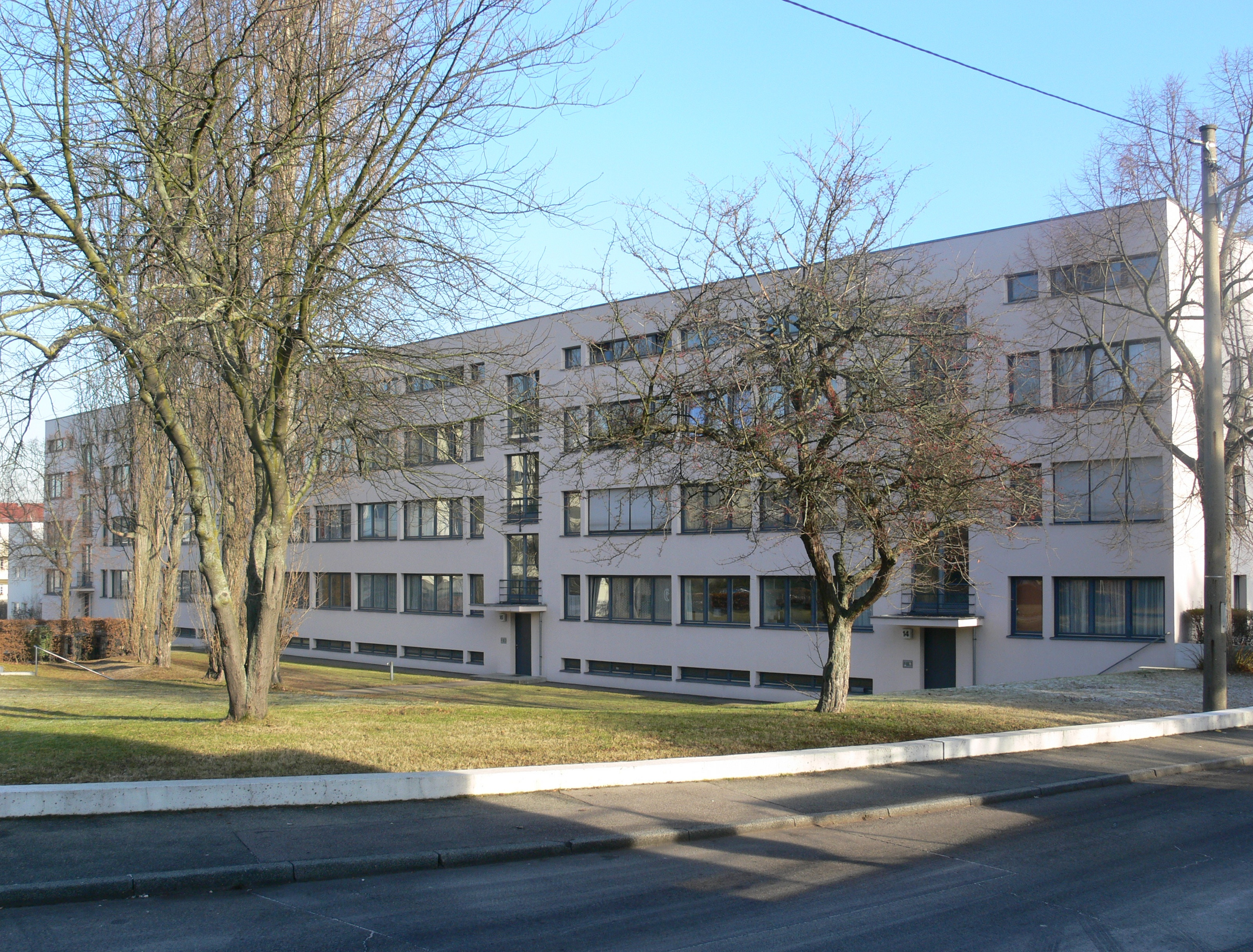
Apartamentos Weissenhof (1927).
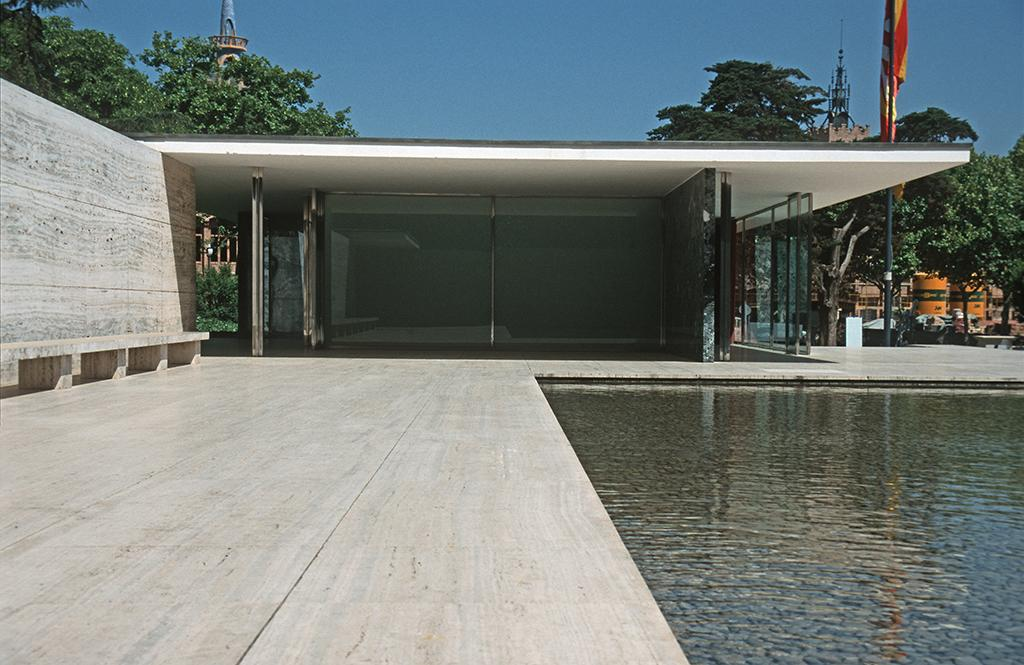
Pabellón alemán, Barcelona (1929, reconstruido).
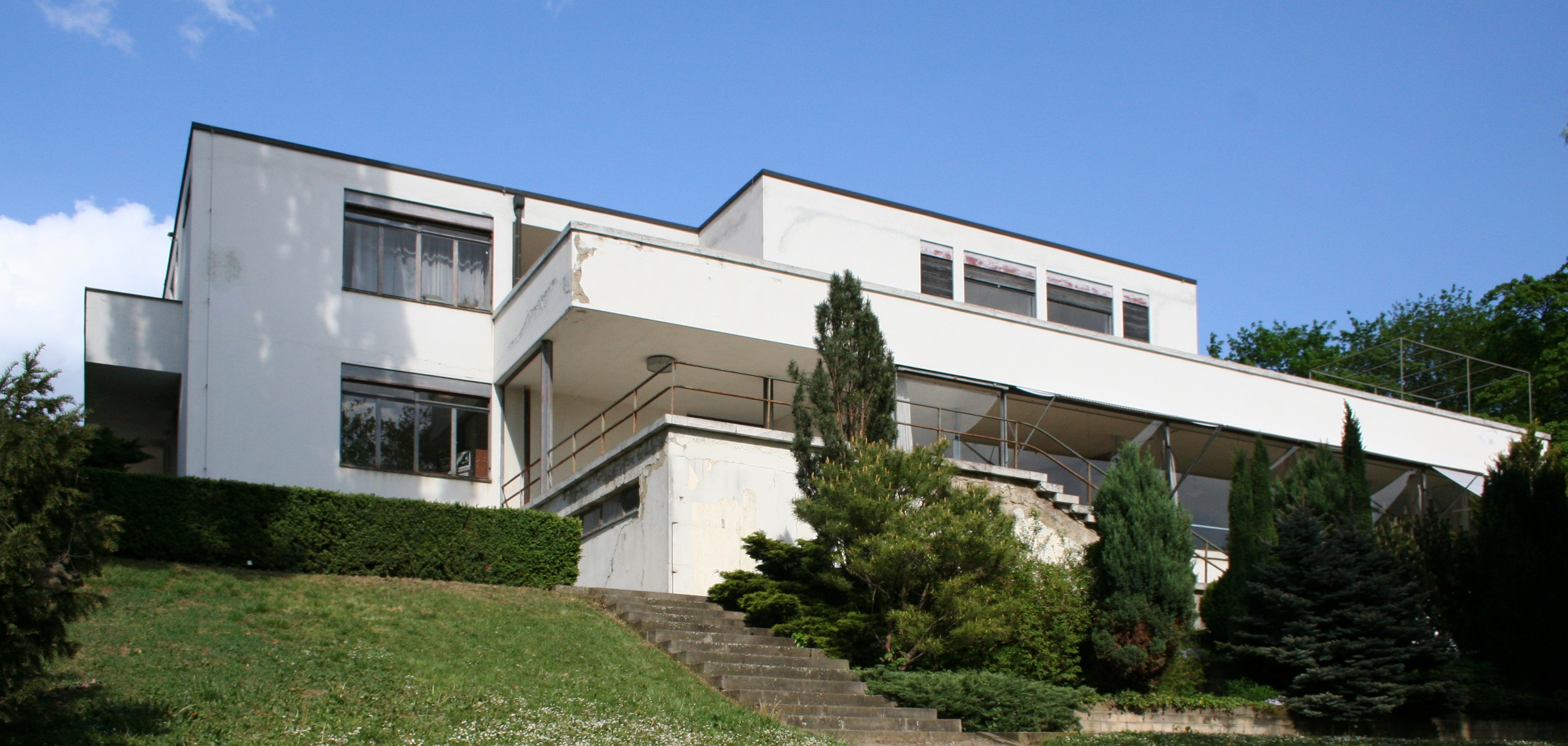
Villa Tugendhat, Brno (1928-30).
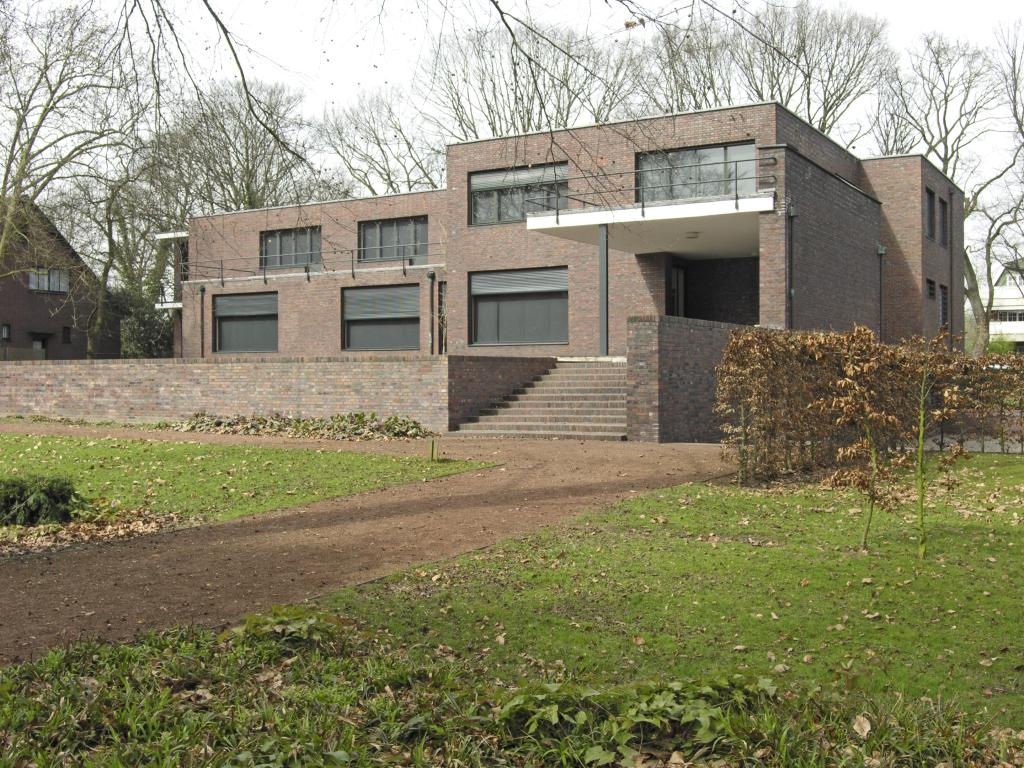
Casa Lange (1928-31).
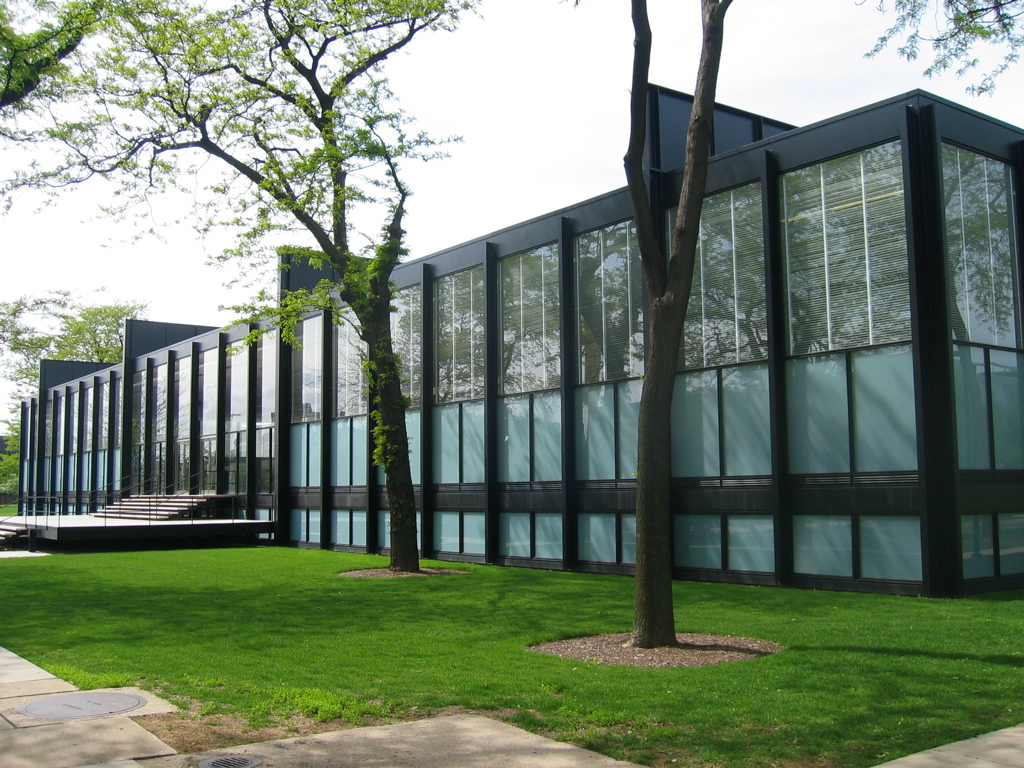
Crown Hall, Instituto de Tecnología de Illinois (1956).
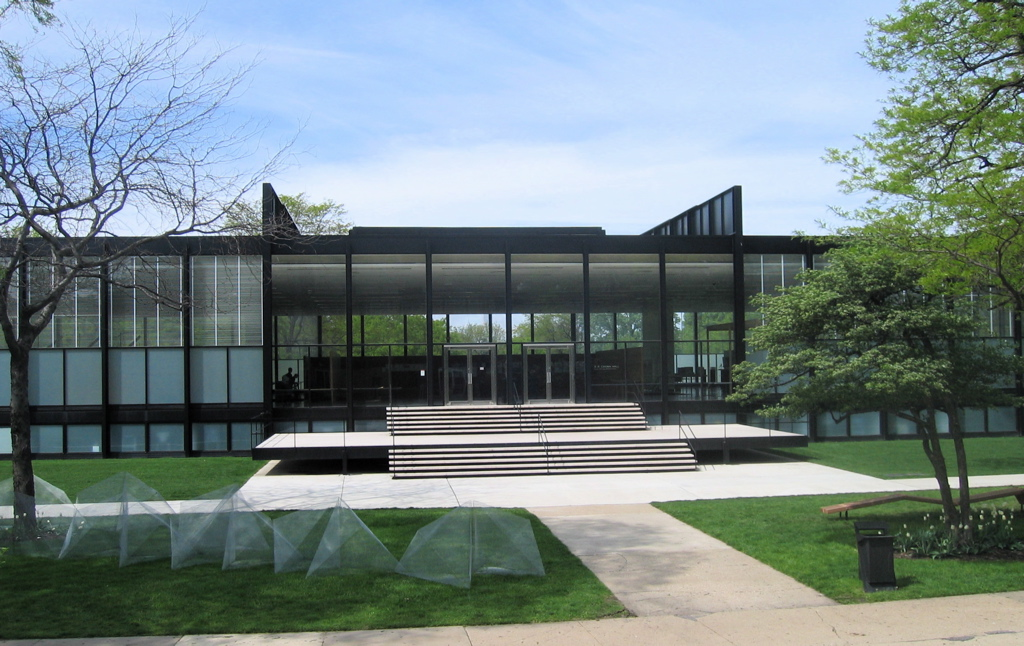
Crown Hall, Instituto de Tecnología de Illinois.
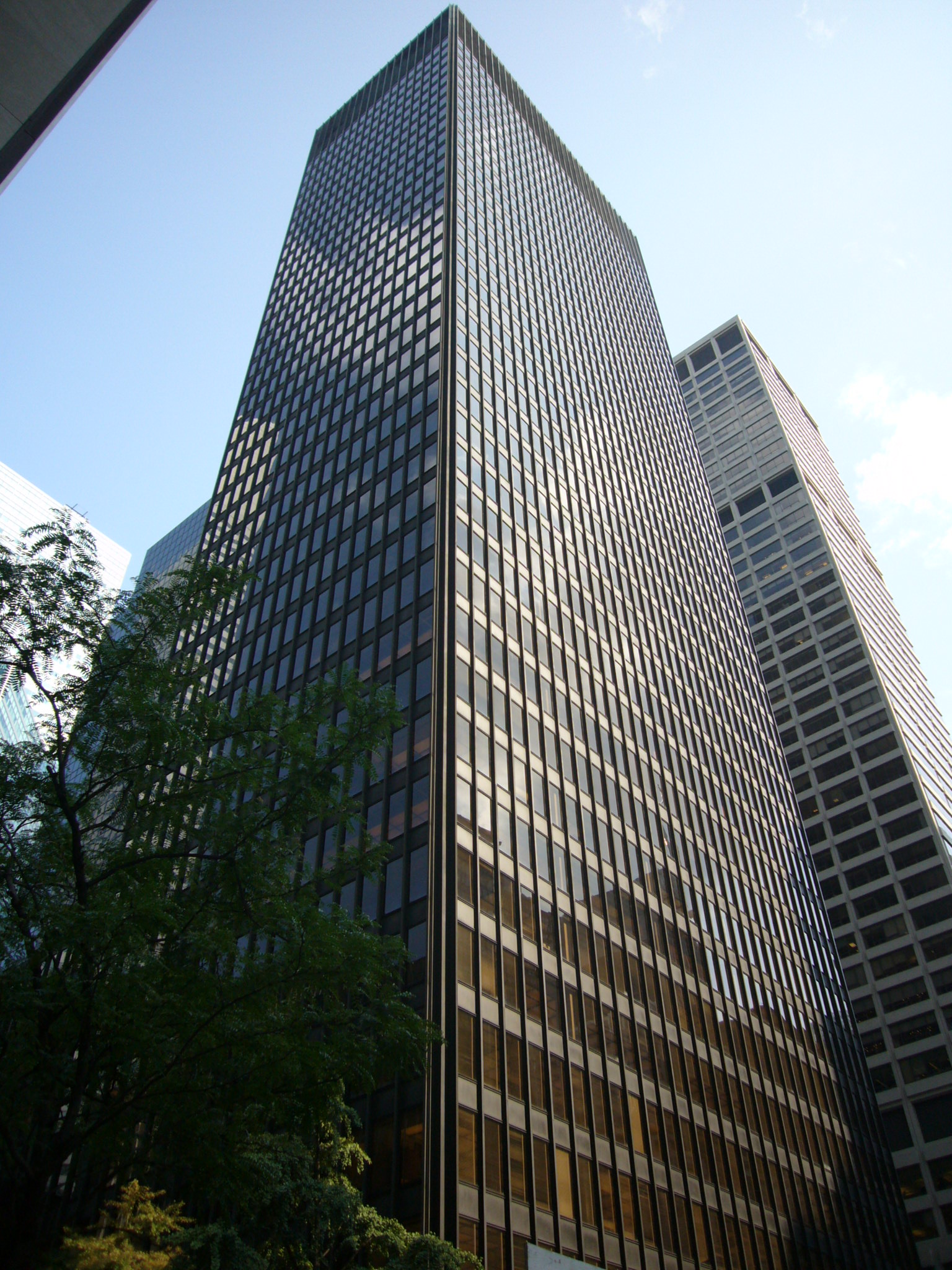
Edificio Seagram, Nueva York, 1958.
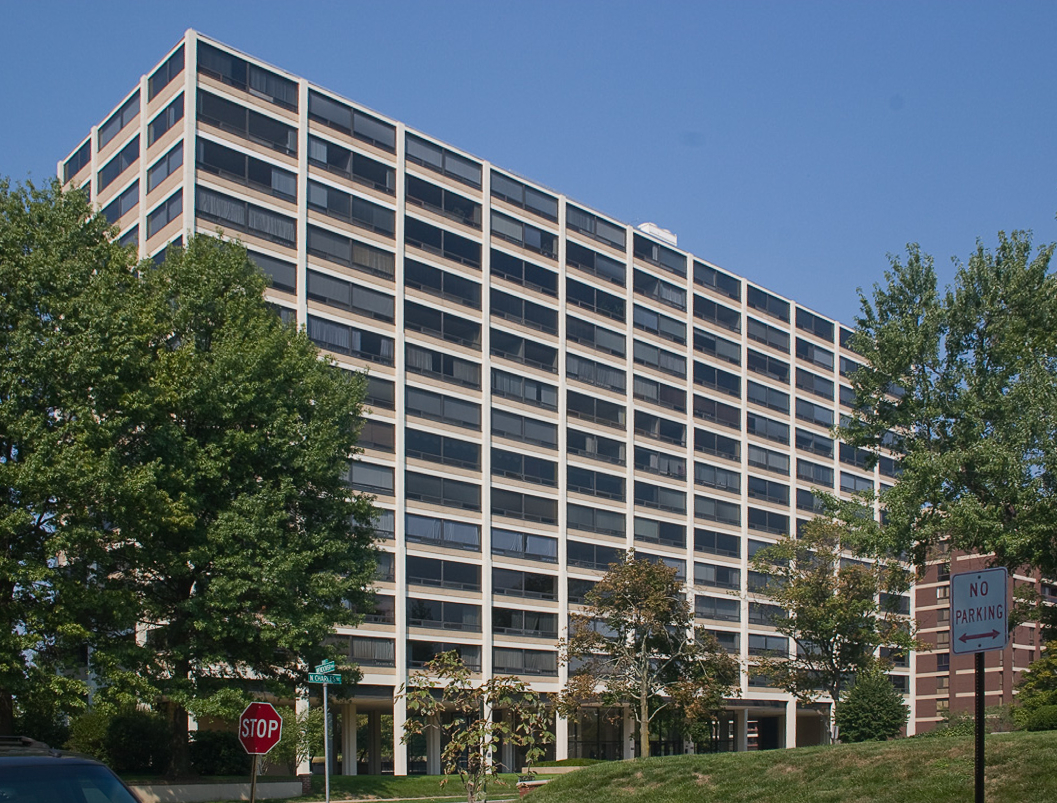
Highfield House, Baltimore, Maryland (1964)
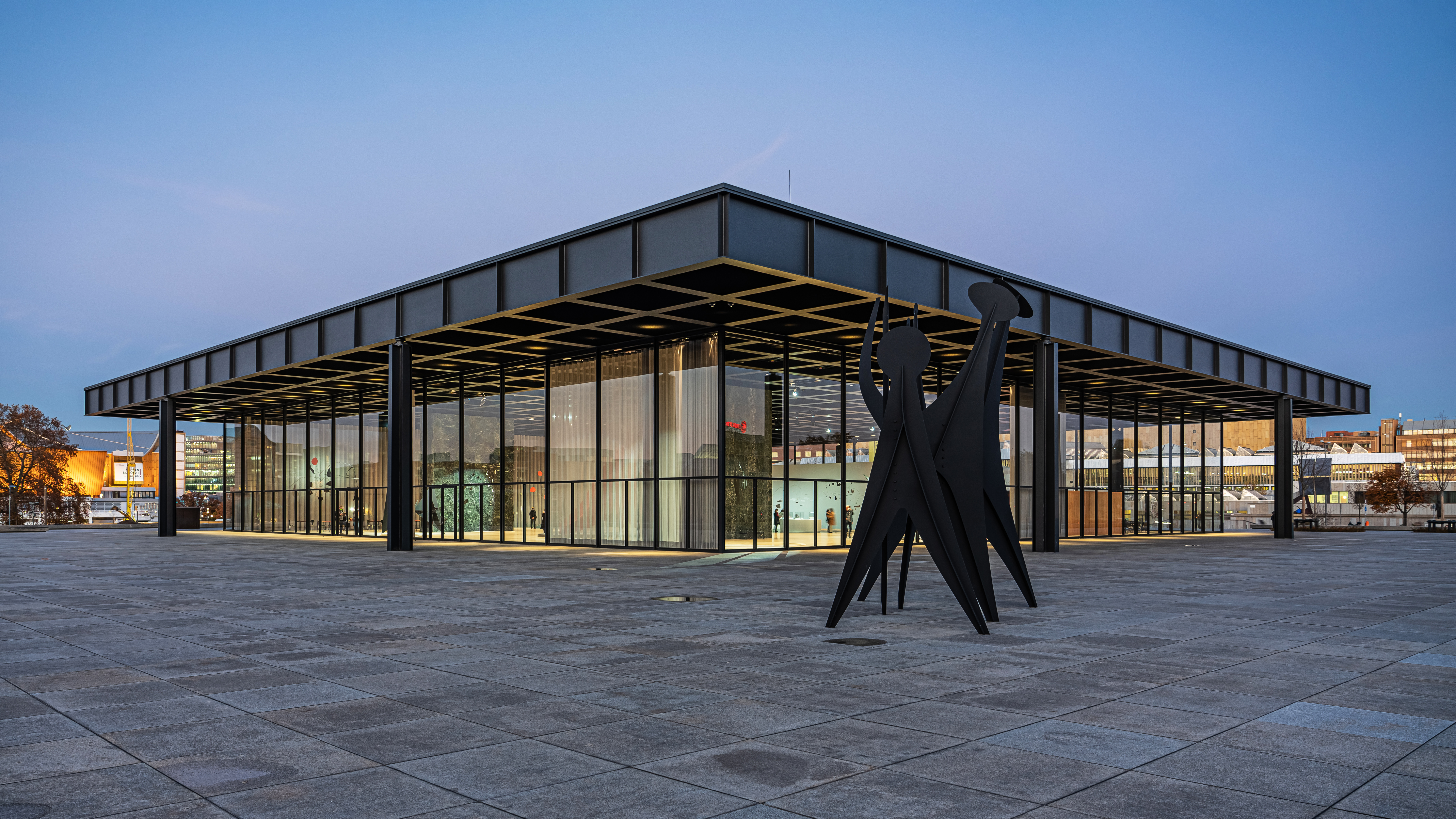
Nueva Galería Nacional de Berlín (1968).
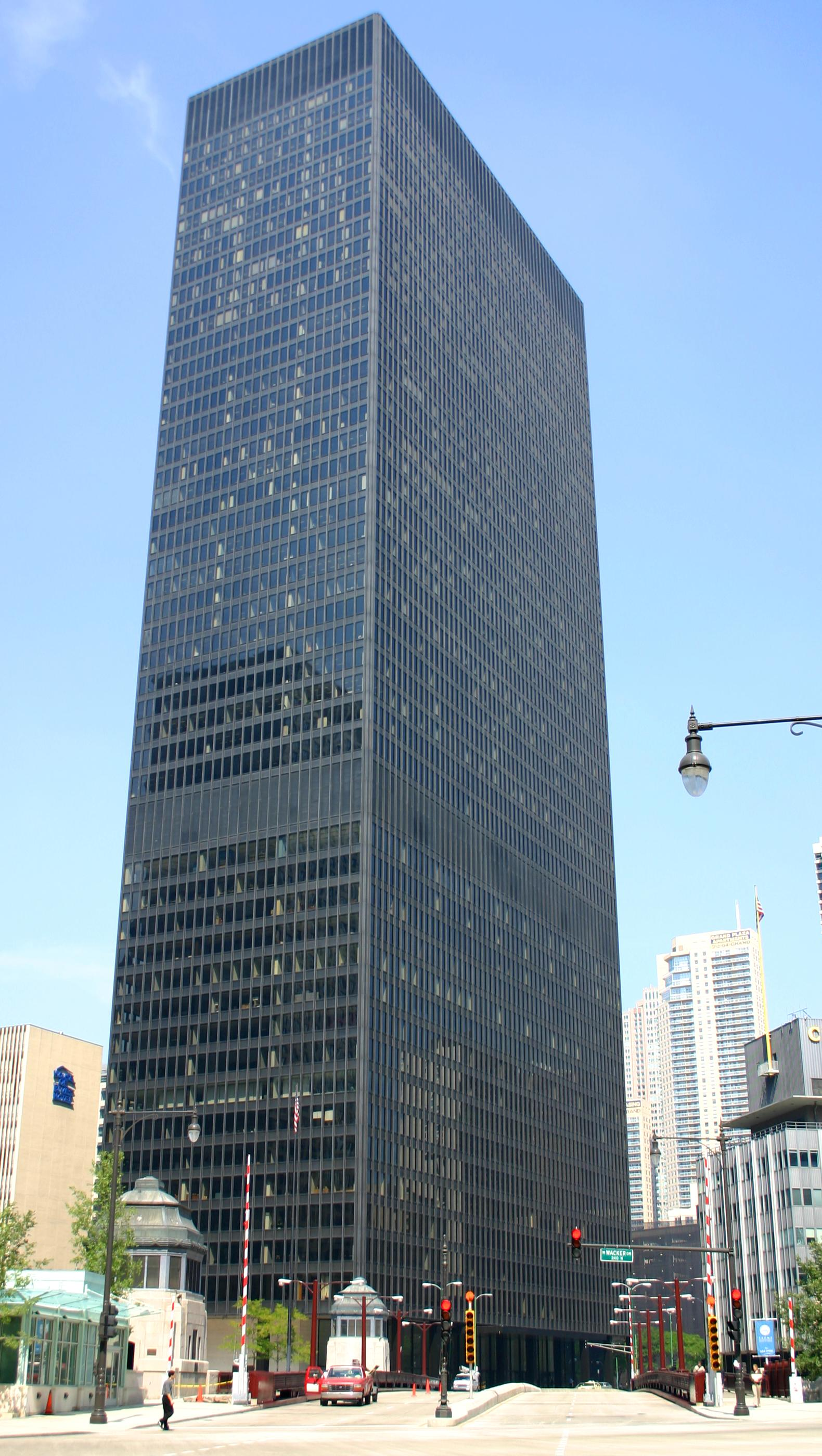
IBM Plaza, Chicago, Illinois (1973).